# Павлівська сільська рада (Іллінецький район)
| Павлівська сільська рада — колишній орган місцевого самоврядування у Іллінецькому районі Вінницької області з адміністративним центром у с. Павлівка. Сільській раді підпорядковані населені пункти: - с. Павлівка - с. Слобідка |

## Склад ради
Рада складається з 14 депутатів та голови.

## Керівний склад сільської ради
| ПІБ                       | Основні відомості                                                 | Дата обрання | Дата звільнення |
| ------------------------- | ----------------------------------------------------------------- | ------------ | --------------- |
| Лисак Катерина Вікторівна | Сільський голова, 1952 року народження, освіта, позапартійна      | 26.03.2006   | 31.10.2010      |
| Лисак Катерина Вікторівна | Сільський голова, 1952 року народження, освіта вища, позапартійна | 31.10.2010   |                 |

Примітка: таблиця складена за даними джерела